# Scraptia sericea
Scraptia sericea är en skalbaggsart som beskrevs av Melsheimer 1846. Scraptia sericea ingår i släktet Scraptia och familjen ristbaggar. Inga underarter finns listade i Catalogue of Life.